# ローランド・ボホール
ローランド・ボホール（Rolando Bohol、1965年12月25日 - ）は、フィリピンの元プロボクサー。西ネグロス州ヒママイラン出身。元IBF世界フライ級王者。元OPBF東洋太平洋スーパーフライ級王者。

## 来歴
1984年1月18日、プロデビューを果たし4回引き分けでデビューした。
無敗をキープしたボホールは1985年9月29日、ダドイ・アンヅジャーとの対戦で10回判定負けでキャリア初敗戦を喫した。
その後もう1回負けたが、すぐに勝ち続け1988年1月16日、IBF世界フライ級王者崔昌鎬と対戦し15回2-1(144-141、145-142、143-147)の判定勝ちを収め初挑戦で王座獲得に成功した。
1988年5月6日、元OPBF東洋太平洋ライトフライ級王者朴照雲と対戦し初回にダウンを奪うとそのまま差を広げ15回3-0(148-134、2者が149-133)の判定勝ちで初防衛に成功した。
1988年10月5日、イギリスロンドングランド・ホールで20戦全勝のデューク・マッケンジーと対戦し、自身初のKO負けとなる11回2分25秒TKO負けで初防衛に失敗し王座から陥落した。
1989年4月22日、8戦全勝のマプハイ・ナラチャワットとOPBF東洋太平洋スーパーフライ級王座決定戦を行い、6回TKO勝ちで王座獲得に成功した。
1989年8月4日、元IBF世界フライ級王者鄭鐘寛と対戦し12回2-0(118-115、120-112、116-116)の判定勝ちで鄭に引導を渡し初防衛に成功した。
1989年12月17日、日本のリングに初登場。福岡県北九州市で杉辰也と対戦し12回1-2(115-117、115-118、117-115)の判定負けで2度目の防衛に失敗し王座から陥落した。
1991年10月24日、後のWBO世界スーパーバンタム級王者ジュニア・ジョーンズと対戦し10回判定負けで5連敗となった。
1994年6月7日、IBF世界バンタム級王者オルランド・カニザレスと対戦し5回27秒TKO負けで2階級制覇に失敗した。
1994年12月8日、後の3階級制覇王者ジョニー・タピアと対戦し2回21分21秒TKO負けを最後に現役を引退した。

## 獲得タイトル
- 第7代IBF世界フライ級王座（防衛1度）
- OPBF東洋太平洋スーパーフライ級王座